# Tatra K3R-N-Od
Tatra K3R-N-Od „Odissey Max” – typ ukraińskiego, częściowo niskopodłogowego tramwaju, który powstał w wyniku modernizacji czechosłowackich tramwajów Tatra T3. W zakładach Politechnoserwis na Ukrainie powstają nadwozia tramwajów na licencji zakupionej w Czechach, a w Czechach aparatura elektryczna. Powstały cztery tramwaje, wszystkie są eksploatowane w Odessie.
Jest to najdłuższy tramwaj eksploatowany na Ukrainie.

## Konstrukcja
T3UA-3 to trójczłonowy, częściowo niskopodłogowy wagon tramwajowy, wywodzący się konstrukcyjnie od tramwajów typu T3 KWP Od. Ze starych tramwajów typu T3 wykorzystano jedynie wózki. Do wewnątrz prowadzi pięcioro czteroczęściowych drzwi harmonijkowych. Niska podłoga znajduje się w środkowym członie tramwaju. Wagony otrzymały nowy wygląd zewnętrzny ze ścianami czołowymi z tworzyw sztucznych.

## Modernizacja
| Państwo        | Miasto         | Typ            | Lata modernizacji | Liczba | Numery taborowe        |       |
| -------------- | -------------- | -------------- | ----------------- | ------ | ---------------------- | ----- |
| Ukraina        | Odessa         | K3R-N-Od       | 2019–2022         | 4      | 4061, 4067, 5010, 5020 | [ 3 ] |
| Łączna liczba: | Łączna liczba: | Łączna liczba: | Łączna liczba:    | 4      |                        |       |

## Eksploatacja
We październiku 2019 r. rozpoczęły się jazdy próbne pierwszego tramwaju K3R-N-Od, który otrzymał numer 4061. 20 listopada 2019 r. wagon wyjechał na linię nr 26. We wrześniu 2020 r. drugi wagon tramwajowy nr 5010 rozpoczął kursowanie na linii nr 7. 5 maja 2021 r. rozpoczęła się regularna eksploatacja wagonu nr 5020 na linii nr 7. Rok później kursowanie rozpoczął czwarty tramwaj o numerze 4067.